# 簡定帝
簡定帝（かんていてい、ベトナム語: Giản Định Đế）は、後陳朝大越の初代皇帝。名は陳 頠（ベトナム語：Trần Ngỗi / 陳頠）。

## 生涯
陳朝の第9代皇帝・芸宗の次男。簡定王に封ぜられていた。陳朝滅亡後に成立した胡朝からは日南郡王に封ぜられた。
開大5年（1407年）に明の永楽帝の攻撃を受けて胡朝は滅亡し、安南は明の支配下に入った。しかし明は圧政を敷いたために各地で反明の動きが起こった。このような中で陳頠は反明勢力を糾合して挙兵し（陳頠の蜂起）、帝号を称した。
興慶2年（1408年）には配下の鄧悉や阮景真らの協力を得て明軍に大勝した。ところがこの戦勝でかえって鄧悉らの実力を恐れはじめた簡定帝は讒言を聞き入れて両名を誅殺してしまった。この暴挙に激怒した鄧悉の子の鄧容や阮景真の子の阮景異らは簡定帝の甥にあたる陳季拡を擁立。譲位を迫られた簡定帝にやむなく譲位して太上皇となった。
重光5年（1413年）には鄧悉らを殺したことで後陳朝の軍事力は弱体化し、明軍の反撃を受けて軍は壊滅、簡定帝は明軍に捕縛されて南京で処刑された。